# Schallfluss
| Schallgrößen |
| --- |
| - Schallauslenkung {\displaystyle \xi } - Schalldruck {\displaystyle p} - Schalldruckpegel {\displaystyle L_{p}} - Schallenergiedichte {\displaystyle E} - Schallenergie {\displaystyle W} - Schallfluss {\displaystyle q} - Schallgeschwindigkeit {\displaystyle c_{\text{S}}} - Schallimpedanz {\displaystyle Z} - Schallintensität {\displaystyle I} - Schallleistung {\displaystyle P_{\text{ak}}} - Schallschnelle {\displaystyle v} - Schallschnelleamplitude {\displaystyle v} - Schallstrahlungsdruck |

Der Schallfluss {\displaystyle q} ist eine Schallfeldgröße in der Akustik. Er ergibt sich als Oberflächenintegral der Schallschnelle {\displaystyle {\vec {v}}} über einer durchschallten Fläche. Dabei spielen nur die senkrecht zur Fläche, also in Richtung des vektoriellen Oberflächenelementes {\displaystyle \mathrm {d} {\vec {A}}} gerichteten Anteile der Schallschnelle eine Rolle:
{\displaystyle q=\int {\vec {v}}\cdot \mathrm {d} {\vec {A}}}
Schallfluss und Schallschnelle auf der Fläche sind somit stets phasengleich.
Der Schallfluss kennzeichnet das Volumen des Übertragungsmediums (Luft), das – hervorgerufen durch den Schallwechseldruck – pro Zeitspanne durch eine Fläche hin- und herströmt. Daher auch seine Einheit: m3/s.

## Vereinfachte Formel
Wenn alle Teilchen des Übertragungsmediums an einer Fläche die gleiche Schallschnelle (Geschwindigkeit) besitzen, d. h., wenn die rhythmische Durchströmung der Fläche überall gleichphasig erfolgt, lässt sich die Formel des Schallflusses mit dem Flächeninhalt {\displaystyle A} und dem Betrag der Schallschnelle {\displaystyle v} vereinfachen zu:
{\displaystyle q=v\,A}
Dieses gilt, wenn die Fläche so gewählt ist, dass dort die Schallschnelle überall die gleiche Phase besitzt (z. B. auf der Oberfläche einer Kugel mit einer Kugelschallquelle im Zentrum) oder – und das bestimmt das Anwendungsgebiet des Begriffs – wenn der Durchmesser eines Schall übertragenden Querschnitts klein ist gegen die Wellenlänge (z. B. im Rachen, im Innenohr, in der Öffnung eines Helmholtz-Resonators).